# Цекеу
Цекеу (рум. Țăcău) — село у повіті Бреїла в Румунії. Входить до складу комуни Мерашу.
Село розташоване на відстані 156 км на схід від Бухареста, 37 км на південь від Бреїли, 100 км на північний захід від Констанци, 55 км на південь від Галаца.

## Населення
За даними перепису населення 2002 року у селі проживали 877 осіб, усі — румуни. Усі жителі села рідною мовою назвали румунську.